# مقاطعة فراشبند
مقاطعة فراشبند (بالفارسية: شهرستان فراشبند) هي إحدى المقاطعات في محافظة فارس في إيران. مركز مقاطعة فراشبند هو مدينة فراشبند.